# Beris chalybeata
Beris chalybeata är en tvåvingeart som först beskrevs av Forster 1771.  Beris chalybeata ingår i släktet Beris, och familjen vapenflugor. Arten är reproducerande i Sverige.